# Jizhar Smilansky
Jizhar Smilansky (hebrejsky: יזהר סמילנסקי, žil 27. září 1916 – 21. srpna 2006) byl izraelský spisovatel, literární vědec, politik a poslanec Knesetu za strany Mapaj a Rafi.

## Biografie
Narodil se v Rechovotu. Vystudoval učitelský seminář a Hebrejskou univerzitu. Stal se profesorem hebrejské literatury. V roce 1938 vydal svou první knihu. Publikoval pod pseudonymem S. Jizhar (ס. יזהר). Působil jako učitel, v letech 1969–1984 přednášel na Hebrejské univerzitě. Od roku 1982 byl stálým profesorem hebrejské literatury na Telavivské univerzitě. Byla mu udělena Izraelská cena za literaturu.

## Politická dráha
V izraelském parlamentu zasedl poprvé už po volbách v roce 1949, do nichž šel za Mapaj. Byl členem výboru pro ústavu, právo a spravedlnost a výboru pro vzdělávání a kulturu. Na kandidátce Mapaj uspěl i ve volbách v roce 1951. Opět byl členem výboru pro ústavu, právo a spravedlnost a výboru pro vzdělávání a kulturu. Kandidoval za Mapaj i ve volbách v roce 1955. Mandát ale získal až dodatečně, v říjnu 1956, jako náhradník. Byl členem parlamentního výboru pro vzdělávání a kulturu a výboru House Committee. Za Mapaj mandát obhájil ve volbách v roce 1959. Byl členem výboru pro zahraniční záležitosti a obranu a výboru pro vzdělávání a kulturu. Na kandidátce Mapaj se do Knesetu dostal i po volbách v roce 1961. Během funkčního období ale přešel do nové strany Rafi. Zasedal opět jako člen ve výboru pro zahraniční záležitosti a obranu a výboru pro vzdělávání a kulturu. Úspěšně za Rafi kandidoval ve volbách v roce 1965. Zastával funkci člena výboru pro vzdělávání a kulturu. Na poslanecký mandát rezignoval v únoru 1967.